# Heinrich Crantz
Heinrich Johann Nepomuk Crantz, later Freiherr von Crantz of von Cranz (Roodt-sur-Eisch, 25 november 1722 – Judenburg, 18 januari 1799) was een medicus en hoogleraar botanica en fysiologie in Wenen. Hij publiceerde onder de naam Henricus Crantz. Keizerin Maria-Theresia van Oostenrijk adelde hem met de titel van Freiherr.

## Levensloop

### Luxemburg
Crantz werd geboren in Roodt-sur-Eisch, een dorp nabij Capellen in het hertogdom Luxemburg, een van de Oostenrijkse Nederlanden. Hij studeerde medicijnen, als een van de eersten, bij professor Gerard van Swieten aan de Wiener Medizinische Schule. In 1750 behaalde hij er de graad van doctor in de geneeskunde. 

### Verloskunde

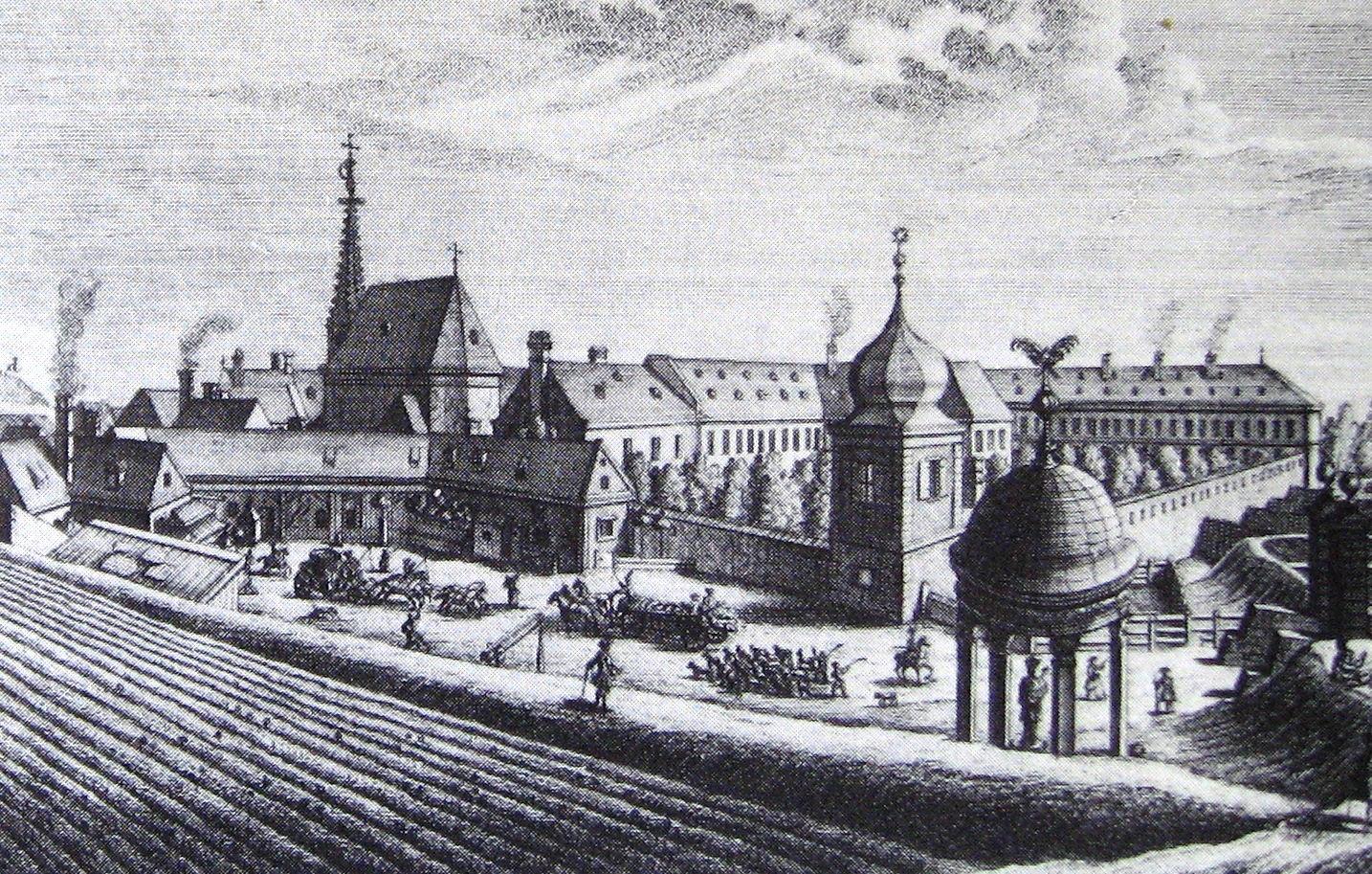
Voormalig Sankt Marxer Spital in Landstrasse, Wenen (18e eeuw)

Van Swieten bekwam van keizerin Maria-Theresia een studiebeurs zodat Crantz zich bekwaamde in de verloskunde in Parijs en Londen (1750-1754). In Parijs ging Crantz in de leer bij de bekende verloskundigen André Levret (1703-1780) en Nicolas Puzos (1686-1753). Terug in Wenen werd Crantz docent in de pas opgerichte leerstoel verloskunde; zijn praktijk was in het Sankt Marxer Spital (of Sint-Marcus ziekenhuis) in het district Landstrasse in Wenen. Hij was docent verloskunde van 1754 tot 1760. In deze periode slaagde hij erin de opleiding van vroedvrouwen te organiseren. Hij onderwees aan artsen hoe scherp materiaal te vermijden bij bevallingen en verkoos daarom de gekromde verlostang van Levret, zoals hij in Parijs gezien had. Door zijn publicaties in verloskunde kwamen studenten van over het hele Rooms-Duitse Rijk naar Wenen. Zijn publicatie over baarmoederscheuren werd zelfs in het Frans vertaald en in Parijs gelezen. In 1760 verliet hij de leerstoel verloskunde; Valentin Lebmacher nam het van hem over.

### Botanica en fysiologie
Vanaf 1760 was Crantz hoogleraar fysiologie en materia medica (geneesmiddelenleer). Hij was reeds voor het jaar 1760 betrokken bij deze leerstoel, wanneer zijn voorganger Melchior Störck nog in leven was. In dit academisch ambt ontpopte Crantz zich tot een plantkundige. Hij beschreef meer dan 30 plantensoorten. Het ging onder meer om de melganzenvoet, de stranddruif en het muurbloempje. Het bloemengeslacht Crantzia binnen de bloemenfamilie Gesneriaceae is naar Crantz vernoemd. Als fysioloog ondersteunde Crantz de werken van zijn Zwitserse collega en tijdgenoot von Haller. Von Haller onderzocht situaties van huidirritatie en huidgevoeligheid. Ook hier zag Crantz een verband met de plantkunde. Crantz publiceerde daarnaast over de meer dan 500 kuurbronnen in de landen onder de Habsburgse kroon.
In 1774 was hij te ziek voor verder wetenschappelijk werk. Hij trok zich terug in zijn landgoed in Judenburg, in het hertogdom Stiermarken. Datzelfde jaar verleende keizerin Maria-Theresia hem de adellijke titel van Freiherr. In Judenburg stierf hij in 1799.

## Werken

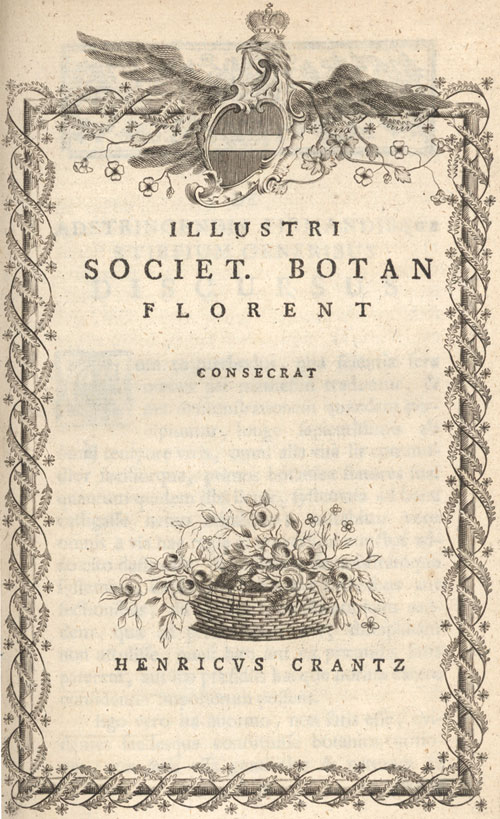
Botanisch werk van Heinrich (Henricus) Crantz

Zijn werken handelen zowel over verloskundige onderwerpen, als botanische, fysiologische en farmacologische onderwerpen. De publicaties waren deels in het Latijn, deels in het Duits.
- Commentarius de rupto in partus doloribus a foetu utero. 1756.
- Einleitung in eine wahre und gegründete Hebammenkunst. 1756.
- Materia medica et chirurgica juxta systema naturae digesta. Drie volumes. Tussen 1762 en 1765.
- Stirpium Austriacarum fasciculus. Drie volumes. Tussen 1762 en 1767.
- Institutiones botanicae. 1765.
- Laudatio funebris Joann.Laur.Gasseri, Phil. et Med.Dr. et Prof. C.R.Univ. 1765.
- Institutiones rei herbaricae. 1766. Met bijlage Additamentum generum novorum, cum eorundem speciebus cognitis, in 1767.
- Classis Umbelliferarum emendata… 1767.
- Primarum linearum institutionum botanicarum clarissimi. 1767.
- De duabus draconis arboribus botanicorum, duorumque novorum generum constitutione. 1768.
- Stirpes austriacae. Twee volumes in 1769.
- Classis Cruciferarum emendata. 1769.
- Analyses thermarum Herculanarum Daciae, Traiani et celbriorum Hungariae; acced. Aquarum Hungariae, Croatia nomencl. 1773
- De aquis medicatis principatus Transsylvaniae. 1773.
- Die Gesundbrunnen der österreichischen Monarchie. 1777.
- Medicinisch-chirurgische Arzneimittellehre. 1785.

- Biblioteca Nacional de España: XX1351239
- Bibliothèque nationale de France: cb16686161m (data)
- Author citation (botany): Crantz
- Catàleg d'autoritats de noms i títols de Catalunya: 981058519138306706
- Gemeinsame Normdatei: 120597411
- International Standard Name Identifier: 0000 0001 0894 2025
- Library of Congress Control Number: nr00030324
- Nationale Bibliotheek van Tsjechië: nlk20000090808
- Nationale Bibliotheek van Israël: 987007260078005171
- Nationale Bibliotheek van Polen: a0000003757103
- Nederlandse Thesaurus van Auteursnamen: 074025759
- LIBRIS: 340395
- Système universitaire de documentation: 151927340
- Museum of New Zealand Te Papa Tongarewa: 51046
- Virtual International Authority File: 45136277
- WorldCat: E39PBJfCrJm3G9pd9h8jHfxFKd